# PKP EP03 sorozat
A PKP EP03 sorozat egy személy- és tehervonati Bo'Bo' tengelyelrendezésű 3000 V DC áramrendszerű villamosmozdony-sorozat volt. A Lengyel Államvasutak a svéd ASEA cégtől vásárolta meg. A sorozat 8 darabból állt, amelyeket 1951–52-ben állítottak forgalomba. Az 1970-es években vonták ki a forgalomból. Csak egy példány maradt meg, az EP03–01, amely a chabówkai vasúti múzeumban van kiállítva.

## Mozdonyok honállomása
| Mozdonyszám | Üzemeltető | Megjegyzés |
| ----------- | ---------- | ---------- |
| 01          | Chabówka   |            |